# Philodromus placidus
Philodromus placidus este o specie de păianjeni din genul Philodromus, familia Philodromidae, descrisă de Banks în anul 1892. Conform Catalogue of Life specia Philodromus placidus nu are subspecii cunoscute.